# نشر دف
نشر دف یک مؤسسه انتشاراتی گزیده کار در امر تولید کتاب در ایران است که در سال ۱۳۸۰ تأسیس شده و نام این انتشارات در نخستین آثار منتشره‌اش، به‌عنوان پروژه‌هایی جریان‌ساز و مهم، در زمینهٔ چاپ و انتشار کتب دارویی با رویکرد داروسازی بالینی (مراقبت‌های دارویی)، و در سال‌های بعد کتب عمومی و همچنین برگزاری جایزهٔ ادبی بهمن مطرح است. از مهم‌ترین آثار چاپ‌شدهٔ این انتشارات (در حوزه علوم دارویی) می‌توان به کتاب‌های راهنمای رسمی (GMP) ایران که مرجع استانداردسازی صنایع غذا و داروی کشور است، همچنین در حوزه عمومی آثار درخور توجهی چون کتاب‌های تولستوی و مرگ، بهار مصدق، کهن‌الگوهای یونگی و ده سال با هملت و… اشاره کرد.

## زمینهٔ فعالیت
آثار این مؤسسه را می‌توان در دو بخش الف) تولید به سفارش و ب) تولیدات مستقل به صورت زیر خلاصه کرد:
- آثار تولید به سفارش طی توافق‌هایی با:

1. دفتر نمایندگی سازمان ملل در تهران به‌منظور تولید پکیج آموزشی مدیران سازمان محیط زیست ایران، و دفتر تغییرات آب و هوای این سازمان
2. توافق با انجمن داروسازان بالینی، مرکز پژوهش‌های داروخانه ۱۳ آبان و دانشکده داروسازی دانشگاه تهران برای تدوین و تألیف ده‌ها عنوان کتاب‌های پایه به‌منظور تغییر رویکرد رشته‌های «داروسازی محض» به داروسازی بالینی در دانشگاه‌های کشور.
3. تهیه و تدوین کتب پایه برای استانداردسازی صنایع غذا و دارویی کشور (که مدیران سازمان غذا و دارو ایران به قصد عضویت در کنوانسیون بازرسی دارویی (PIC/S)، با توافق با نشر دف تولید کرده‌اند)
4. قرداد با کانون زبان ایران برای به‌روزرسانی کتاب‌ها و منابع آموزشی بزرگ‌ترین مؤسسه آموزش زبان کشور

- کتب عمومی، هنری و ادبی مستقل، برخي از مهمترين آثار اين نشر عبارتند از:

1. تولستوی و مرگ: شامل تحلیل و تفسیر اندیشهٔ مرگ در آثار تولستوی با نگاهی به داستان مرگ ایوان ایلیچ (به همراه متن کامل داستان)
2. ملال جدول‌باز: (رمان کوتاه) از ایرج کریمی
3. بهار مصدق (گزینه گفتارهای دکتر محمد مصدق)، (برگرفته از نامه‌ها، خاطرات مکتوب، نطق‌ها، سخنرانی‌ها و…)
4. پریدخت (دفتر نخست:شامل پنجاه و دو نامه عاشقانه)
5. ده سال با هملت (از یادداشت‌های روزانه تا متن فیلمنامه)
6. کهن‌الگوهای یونگی (در حوزه دانش میان‌‎رشته‌‎ای و از معدود کتاب‌های منتشرشده در این حوزه به زبان فارسی، با عنوان فرعی: از خودآگاه یونگ تا ناتمامیت گودل)
7. سرگذشت من (زندگینامه مریلین مونرو، به همراه ناگفته‌ها و فیلم‌شناخت کامل آثار او)
8. ترجمه‎ هاي هدايت (مشتمل بر تمام ترجمه‌های صادق هدايت از سال ۱۳۰۲ تا سال ۱۳۲۹)
9. خشونت و تقدس اثر رنه ژيرار ترجمه بيژن كريمي (پژوهشي در باب اديان كهن، تراژدي و اسطوره و بررسي رابطه خشونت و تقدس)

- کتابفروشی نشر دف در سال ۱۳۹۴ تأسیس شد و طی قریب به پنج سال، بیش از ششصد جلسه و نشست عمومی با عناوین گوناگون و با حضور شخصیت‌های علمی، هنری، ادبی و فرهنگی برگزار کرده‌است. به گفته مدیران نشر و کتابفروشی، همه جلسات در اصل دو هدف را دنبال می‌کنند: گرم کردن بازار فرهنگ و به تبع آن، افزایش لذت و سهم دانایی در جامعه…[۲۱][۲۲][۲۳][۲۴][۲۵][۲۶]